# Federal Reserve Bank of Chicago
La Banque de la réserve fédérale de Chicago (officiellement Federal Reserve Bank of Chicago ; le plus souvent appelée simplement Chicago Fed) est l'une des douze Réserves fédérales des États-Unis (Federal Reserve System ; souvent raccourci en Fed) qui, avec le conseil des gouverneurs de la Réserve fédérale à Washington D.C, forment la banque centrale des États-Unis.
La Banque de la réserve fédérale est située au 230 South LaSalle Street à l'angle de LaSalle Street et Jackson Boulevard dans le secteur financier du Loop, au cœur de la ville de Chicago, dans l'État de l'Illinois, aux États-Unis.
La Reserve Bank de Chicago constitue le septième district de la Réserve fédérale, qui englobe les parties nord des États de  l'Illinois, de l'Iowa et de l'Indiana, ainsi que le sud du Wisconsin et la péninsule inférieure du Michigan.
En plus de participer à la formulation de la politique monétaire, chaque membre de la Banque de réserve supervise les banques et les sociétés bancaires, fournit des services financiers aux institutions de dépôt du gouvernement américain, et surveille les conditions économiques dans son district.

## Missions
La mission fondamentale de la Federal Reserve Bank of Chicago est de favoriser la stabilité, l'intégrité et l'efficacité des systèmes monétaires, financiers et de paiement de la nation afin de promouvoir des performances macroéconomiques optimales. À cette fin, la Federal Reserve Bank of Chicago participe à la formulation et à la mise en œuvre de la politique monétaire nationale, supervise et réglemente les institutions financières désignées et fournit des services financiers aux institutions de dépôt et au Gouvernement fédéral des États-Unis.

## Responsabilités

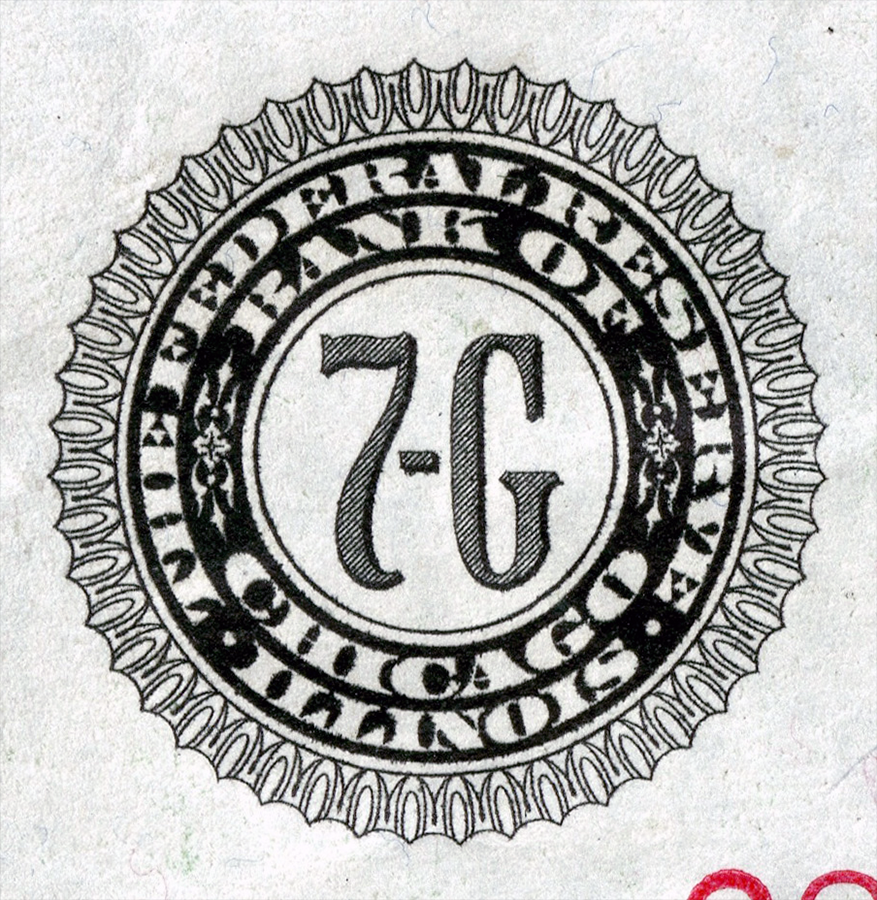
Sceau de la Fed of Chicago.

En tant que l'une des banques de la Réserve qui composent le Système de réserve fédéral, la Federal Reserve Bank of Chicago est chargée de :
- Aider à formuler une politique monétaire nationale. Le PDG de la banque fédérale de Chicago, Charles L. Evans, aide à formuler la politique monétaire en prenant part à des réunions du Federal Open Market Committee (FOMC).

- Fournir des services financiers tels que l'enregistrement de compensation et de traitement des paiements électroniques. Chaque jour, la banque fédérale de Chicago traite des millions de paiements sous la forme de contrôles de papier et de transferts électroniques. Ces services sont offerts aux institutions dans le septième district sur une base d'honoraires. La banque fédérale de Chicago cessa le traitement des chèques papier le 17 novembre 2009. Les contrôles déjà mis en déroute à cette installation seront acheminés à la Banque de réserve fédérale de Cleveland.

- Superviser et réglementer à charte les banques des États qui sont membres du Système fédéral de réserve, les sociétés de portefeuille bancaire et financière des sociétés holdings. Ces organismes sont situés dans le septième district fédéral de réserve.

## Dirigeants
Austan Goolsbee est l'actuel président de la Federal Reserve Bank of Chicago. Il a pris ses fonctions le 9 janvier 2023 en tant que dixième président et directeur général de la Federal Reserve Bank of Chicago.
Ellen Bromagen est première vice-présidente et directrice des opérations de la Federal Reserve Bank of Chicago.
Anna Paulson est vice-présidente exécutive et directrice de la recherche.
La Fed de Chicago co-organise chaque année à Chicago une conférence bancaire internationale afin d'examiner les questions bancaires et financières transnationales.

## Branche
La Federal Reserve Bank of Chicago possède une succursale à Détroit. Elle fait partie du 7e district et son code est 7-G. Elle est actuellement située au 1600 East Warren Avenue, près de l'I-75, dans le Eastern Market Historic District de Détroit.
La succursale de Détroit a été fondée en 1927 et est actuellement dirigée par Robert Wiley. Chaque succursale des réserves fédérales est dotée d'un conseil d'administration composé de sept ou cinq directeurs, dont la majorité est nommée par la Réserve fédérale des États-Unis ; les autres sont nommés par le conseil des gouverneurs de la Réserve fédérale des États-Unis. Les administrateurs des succursales ont des mandats échelonnés de trois ans (deux ans si la succursale a cinq administrateurs). L'un des membres nommés par le Conseil de la Réserve fédérale est désigné chaque année comme président du conseil d'administration de la succursale, selon les modalités prescrites par la Réserve fédérale des États-Unis.

## Conseil d'administration
Les personnes suivantes font partie du conseil d'administration depuis 2016. Les administrateurs de classe A sont élus par les banques membres pour les représenter. Les administrateurs de classe B sont élus par les banques membres pour représenter le public. Les administrateurs de catégorie C sont nommés par le Conseil des gouverneurs pour représenter le public.

## Le bâtiment

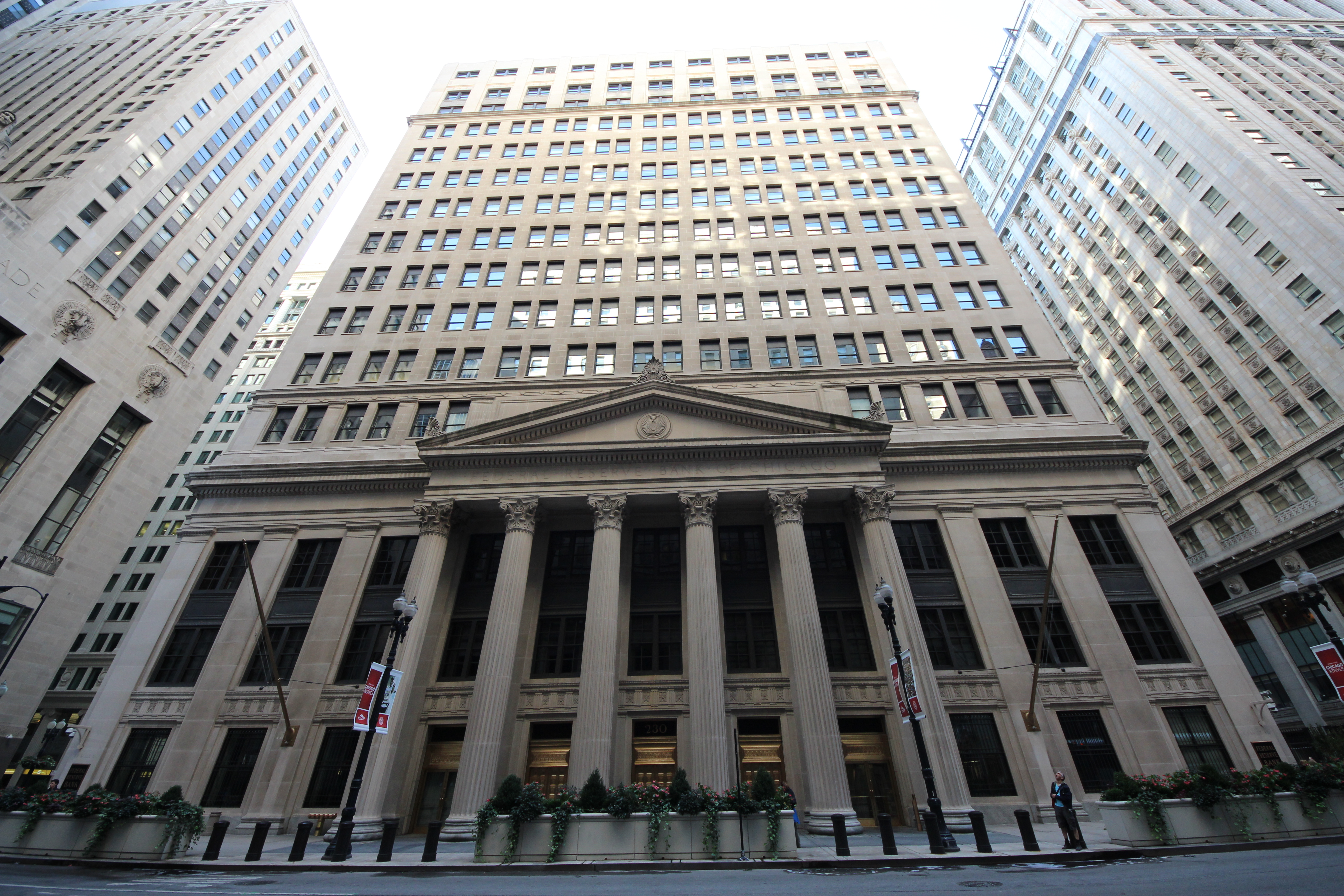
Vue du rez-de-chaussée.

Le bâtiment de la Federal Reserve Bank of Chicago, situé à l'angle de South LaSalle Street et de West Jackson Boulevard, dans le secteur financier du Loop (Downtown Chicago), à proximité immédiate du Chicago Board of Trade Building.
Le bâtiment de la banque a été achevé en 1922. Il a été conçu par Graham, Anderson, Probst & White, un cabinet d'architectes de Chicago responsable de nombreux monuments architecturaux de la ville, dont le Wrigley Building, l'aquarium John G. Shedd, le Merchandise Mart et le Continental Illinois Bank, qui se trouve juste de l'autre côté de la rue. L'entrée du bâtiment comprend de grandes colonnes corinthiennes s'élevant à 19,8 mètres.